# František Adam ze Šternberka
František Adam hrabě ze Šternberka, někdy také Adam František Arnošt ze Šternberka (20. července 1711 Vídeň – 19. září 1789 Žirovnice) byl český šlechtic z Leopoldovy linie rodu Šternberků (Sternbergů). V letech 1768–1789 zastával úřad nejvyššího zemského maršálka Českého království.

## Původ
František Adam se narodil jako první syn pozdějšího prezidenta české komory Františka Leopolda ze Šternberka (9. července 1680 nebo 1681 Praha – 14. května 1745 Žirovnice) a jeho manželky Marie Anny Johany ze Schwarzenbergu (23. listopadu 1688 Vídeň – 27. září 1757 Praha). Jeho mladší bratr Jan Nepomuk I. (1713–1798), byl tajným radou a nejvyšším podkomořím králové v Čechách.

## Kariéra
Jako jeho otci i jemu se dostalo dobrého vzdělání. Získal titul císařského komořího a tajného rady, byl přísedícím zemského gubernia. V letech 1768–1789 zastával úřad nejvyššího zemského maršálka Českého království. Při pražské korunovaci Marie Terezie 12. května 1743 byl spolu s dalšími dvaceti šlechtici pasován na rytíře sv. Václava (Eques Sancti Wenceslai).

## Majetek
Po svém otci zdědil panství Žirovnici a peněžní majorát. Dále vlastnil usedlost Zátorku s pozemky a pastvinami v Předním Ovenci.[zdroj?]

## Vyobrazení
Portrét hraběte visí v jídelně na hradě Český Šternberk.

## Rodina
Hrabě se třikrát oženil. Nejdříve si 5. června 1738 v Brucku and der Leitha (Most nad Litavou) vzal Marii Terezii z Waldburg-Zeilu a Trauchburgu (28. 9. 1712 – 14. 10. 1749), dceru hraběte Jana Jakuba z Waldburg-Zeilu a Trauchburgu a jeho manželky Marie Alžběty z Khuenburgu. Dne 9. 2. 1750 se oženil s Marií Kristinou z Dietrichsteinu (26. 8. 1726 – 6. 10. 1766), dcerou hraběte Jana Františka Dietrichsteina a jeho manželky Marie Markéty (Margarety) z Herbersteinu. Jeho poslední ženou se 29. září 1768 ve Smečně stala Marie Anna Wilczeková (20. 7. 1736 Vídeň – 16. 7. 1807 Vídeň), dcera hraběte Josefa Wilczeka a jeho manželky Marie Bedřišky (Frideriky) z Oettingenu. Od roku 1758 byla do svého sňatku dámou Tereziánského ústavu šlechtičen v Praze. Z těchto třech manželství vzešlo 15 nebo 17 dětí:
Děti z prvního manželství:
- 1. Marie Anna (18. 9. 1741 – 25. 7. 1818 Praha)
  - ∞ (3. 9. 1758 Praha) František Michal Bořita z Martinitz (7. 4. 1704 Vídeň – 23. 1. 1773)
- 2. Marie Josefa (20. 11. 1746 – 18. 1. 1823 Praha)
  - ∞ (27. 7. 1766 Praha) František Karel Bořita z Martinitz (6. 9. 1733 Teplice – 29. 11. 1789 Kosmonosy)
- 3. Václav Leopold (1748 – 3. 10. 1750)
- 4. Václav Vojtěch (1. 6. 1749 Praha – ?)

Děti z druhé manželství:
- 5. Adam (24. 6. 1751 Praha – 6. 1. 1811 Vídeň)
- 6. Valburga (1. 6. 1754 Praha – 8. 12. 1821 Praha)
  - ∞ (7. 5. 1770 Praha) František Václav ze Salm-Reifferscheidtu (6. 1. 1747 – 28. 6. 1802)
- 7. Aloisie Valburga (25. 6. 1755 Praha – 7. 3. 1756 Praha)
- 8. František (5. 2. 1757 Praha – 7. 4. 1757 Praha)
- 9. František (10. 9. 1759 Praha – 18. 3. 1768 Praha)
- 10. Aloisie (3. 3. 1762 Praha – 4. 9. 1830 Praha), od roku 1783 dáma ústavu šlechtičen U Andělů v Praze

Děti ze třetího manželství:
- 11. Josef Maria Adam (4. 10. 1769 Praha – 1771)
- 12. Josef Leopold (24. 9. 1770/1776 Praha – 18. 2. 1858 Vídeň)
  - ∞ (14. 5. 1799 Vídeň) Marie Karolína z Walseggu (19. 1. 1781 Vídeňské Nové Město – 2. 6. 1857 Vídeň)
- 13. Marie Josefa Frederika (12. 12. 1771 Praha – 23. 10. 1775 Praha)
- 14. Marie Anna (5. 3. 1773 Praha – 15. 4. 1773 Praha)
- 15. Marie (19. 7. 1774 – 22. 3. 1840 Vídeň), čestná dáma Savojského ústavu šlechtičen ve Vídni